# Kanton Marseille-La Capelette
Kanton Marseille-La Capelette (fr. Canton de Marseille-La Capelette) je francouzský kanton v departementu Bouches-du-Rhône v regionu Provence-Alpes-Côte d'Azur. Tvoří ho část města Marseille a zahrnuje části městských obvodů 5 a 10.

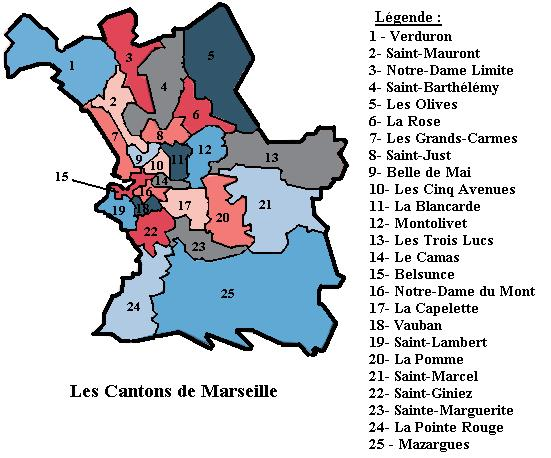
Kantony města Marseille